# Basilica Cristiana

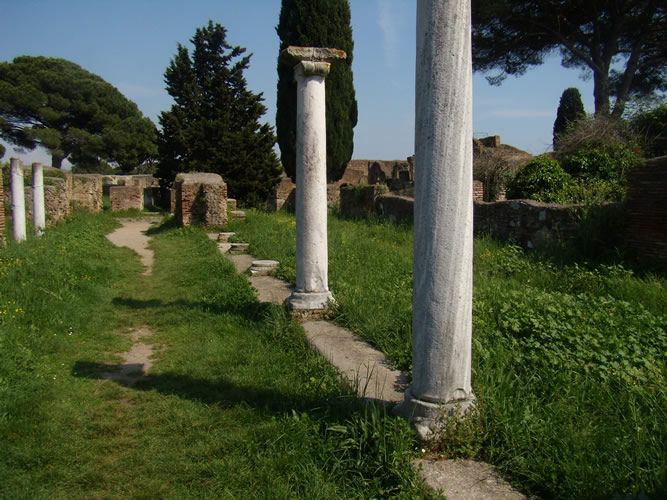
Die Halle mit Säulenreihe

Die sogenannte Basilica Cristiana (III,I,4) steht in der antiken Stadt Ostia. Es handelt sich um ein repräsentatives Gebäude, das von der Forschung zunächst als christliche Kirche interpretiert wurde. Neuere Untersuchungen und Überlegungen lassen jedoch Zweifel an dieser Interpretation aufkommen. Der Bau wurde 1939 von Guido Calza entdeckt. Das Gebäude datiert in das 4. oder 5. Jahrhundert, ältere Mauerteile stammen vom Ende des 1. oder Anfang des 2. Jahrhunderts.
Der Eingang des Baues liegt am Decumanus der Stadt. Es gibt zwei Eingänge, die jeweils in eine Halle führen, welche in der Mitte eine Säulenreihe hat, die das nicht mehr vorhandene Dach stützte. Bei diesem Teil des Hauses, einer länglichen Halle, handelte es sich ursprünglich um eine von dem Decumanus abzweigende Straße, die im vierten Jahrhundert zugebaut und Teil dieses Gebäudes wurde. Auf der rechten Seite befinden sich drei Räume, deren Eingang jeweils mit zwei Säulen dekoriert ist. Hinter der Halle gibt es zwei weitere mit jeweils einer Apsis und einem Nymphäum. Die Apsiden haben Nischen für Statuen. Beide Hallen sind durch eine Säulenreihe getrennt. Auf der rechten Seite gibt es zwei weitere Räume. Es fanden sich verschiedene Inschriften in dem Bau. Eine von ihnen lautet:
In PX(Christo) Ge(h)on(!) Fison(!) Tigris Eufrata(!) / Tigri[n]ianorum(?) sumite fontes
„In Christus, (ihr Flüsse) Geon, Fison, Tigris und Euphrat, nehmt die Quellen der Christen (in euch) auf!“
Der Ausgräber Guido Calza hielt den Bau für eine Kirche, die unter Konstantin erbaut wurde und aus antiken Quellen bekannt ist. Mittlerweile gibt es erhebliche Zweifel an dieser Deutung. Die Kirche Konstantins ist in der Zwischenzeit andernorts lokalisiert worden. Bestimmte Baudetails passen nicht zu einer Kirche, dazu gehören die Nischen für Statuen in den Apsiden und das Nymphäum, dessen Raum Calza noch als Baptisterium interpretierte. Auch die Inschrift nennt die Flüsse des Paradieses, während im Baptisterium der Jordan Nennung findet.
Die Deutung des Baues ist daher unsicher, doch mag es sich um eine Pilgerherberge oder größeres Wohnhaus handeln. In der Spätantike sind Nymphäen in Wohnbauten gut belegt, auch sprechen die Seitenräume für diese Interpretation. Andere Deutungen sehen in dem Bau eine Bibliothek oder ein Denkmal für Märtyrer.